# 日本経営財務研究学会
日本経営財務研究学会（にほんけいえいざいむけんきゅうがっかい、英語：Japan Finance Association、略称：JFA）は、ファイナンスを主たる研究対象とする日本の学術研究団体である。1977年10月に設立された。学術的な知見の交換とファイナンス分野の研究の進展を目的とし、全国大会や部会活動、学会誌の刊行などを通じて活発な活動を展開している。

## 概要
日本経営財務研究学会は、ファイナンス分野における理論および実証研究の促進を目的として1977年に設立された。2025年4月時点において、会員数は564名であり、そのうち108名が学生会員である。
本部事務局は、兵庫県神戸市灘区六甲台町2-1に所在。

## 会長・副会長
会員総会における評議員の選挙は、3年に一度、全国大会で行われる。東日本、西日本の各部会から10名ずつが選出される。なお、評議員は連続3選が禁止されている。新しい評議員会において、投票により会長が選出される。また、投票により、東の評議員は東日本側の副会長を選出し、西の評議員は西日本側の副会長を選出する。
歴代の会長、副会長（東）、副会長（西）は以下
|        | 期間                  | 会長        | 副会長（東） | 副会長（西） |
| 第1期  | 1977年10月〜1980年9月 | 細井 卓     | 諸井 勝之助  | 後藤 幸男    |
| 第2期  | 1980年10月〜1983年9月 | 細井 卓     | 諸井 勝之助  | 森 昭夫      |
| 第3期  | 1983年10月〜1986年9月 | 諸井 勝之助 | 中島 省吾    | 森 昭夫      |
| 第4期  | 1986年10月〜1989年9月 | 片山 伍一   | 小川 冽      | 飯原 慶雄    |
| 第5期  | 1989年10月〜1992年9月 | 森 昭夫     | 柴川 林也    | 後藤 幸男    |
| 第6期  | 1992年10月〜1995年9月 | 柴川 林也   | 若杉 敬明    | 後藤 幸男    |
| 第7期  | 1995年10月〜1998年9月 | 生駒 道弘   | 石塚 博司    | 小嶋 博      |
| 第8期  | 1998年10月〜2001年9月 | 若杉 敬明   | 古川 浩一    | 榊原 茂樹    |
| 第9期  | 2001年10月〜2004年9月 | 後藤 幸男   | 坂本 恒夫    | 市村 昭三    |
| 第10期 | 2004年10月〜2007年9月 | 坂本 恒夫   | 小松 章      | 榊原 茂樹    |
| 第11期 | 2007年10月〜2010年9月 | 榊原 茂樹   | 花枝 英樹    | 赤石 雅弘    |
| 第12期 | 2010年10月〜2013年9月 | 久保田 敬一 | 小山 明宏    | 鳥邊 晋司    |
| 第13期 | 2013年10月〜2016年9月 | 小嶋 博     | 手嶋 宣之    | 加藤 英明    |
| 第14期 | 2016年10月〜2019年9月 | 花枝 英樹   | 芹田 敏夫    | 砂川 伸幸    |
| 第15期 | 2019年10月〜2022年9月 | 砂川 伸幸   | 吉田 靖      | 内田 交謹    |
| 第16期 | 2022年10月〜2025年9月 | 芹田 敏夫   | 鈴木 健嗣    | 岡田 克彦    |

## 主な活動
学会は年に一度、全国大会、地域ごとに東日本部会、西日本部会が設けられており、定期的な研究報告会が行われている。若手研究者の育成を目的としたファイナンスキャンプも毎年開催されている。
学会誌『経営財務研究』（Japan Journal of Finance）を定期的に刊行している。

## 学術賞と国際交流
学会は研究奨励を目的として、学会賞（JFA Award）を設けている。2025年には国際交流委員会によってYoung Researcher Awardが新設された。これにより、国際的な研究者間の交流と若手研究者の活躍の場がさらに広がることが期待されている。

## 組織構成
名誉会員制度やシニア会員制度も設けられており、長年にわたり学会に貢献した人物を顕彰している。